# Milzgrund
Das Naturschutzgebiet Milzgrund liegt im Landkreis Hildburghausen in Thüringen westlich von Milz, einem Ortsteil der Stadt Römhild, entlang der Milz, einem rechten Nebenfluss der Fränkischen Saale. Am westlichen Rand des Gebietes verläuft die Landesgrenze zu Bayern und östlich die Landesstraße L 1131. 

## Bedeutung
Das 126,5 ha große Gebiet mit der NSG-Nr. 261 wurde 1996 unter Naturschutz gestellt. Es ist Teil des Grünen Bands.

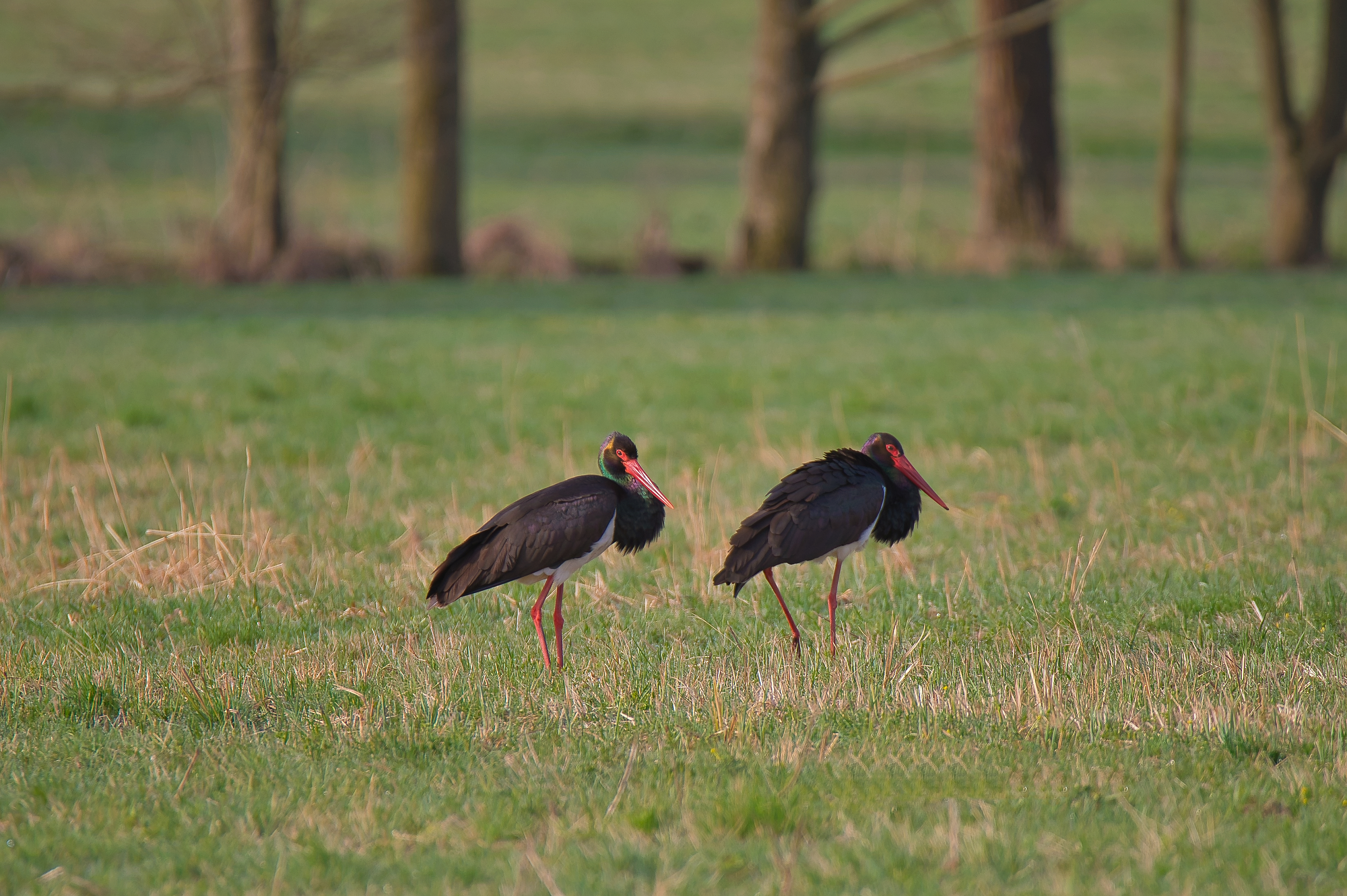
Schwarzstörche
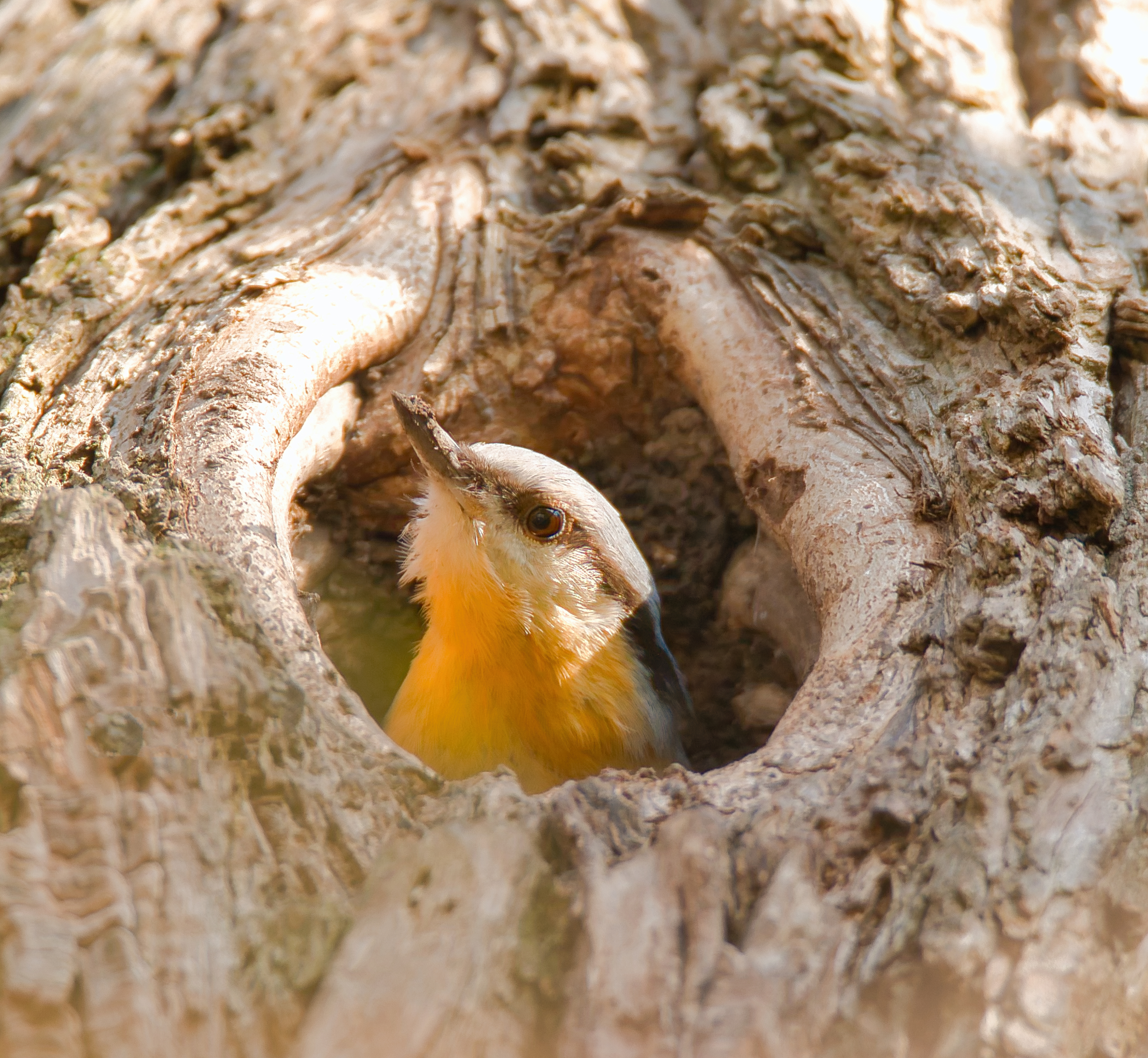
Kleiber
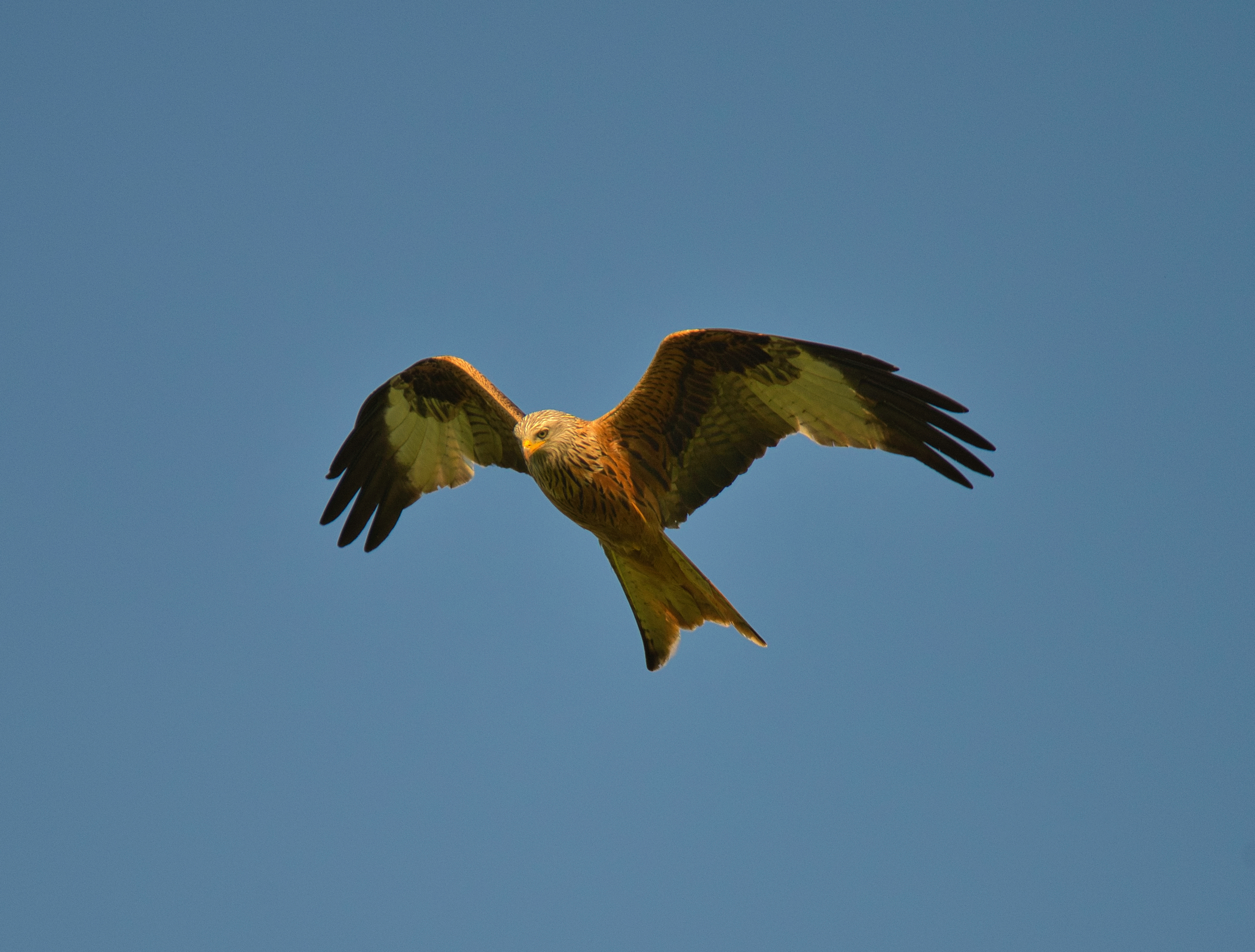
Rotmilan